# Первый рейд Стюарта вокруг Макклеллана
Первый рейд Стюарта вокруг Макклелана (Stuart’s raid around McClellan) — кавалерийская операция, которую провёл генерал Конфедерации Джеб Стюарт 12—15 июня 1862 года в ходе кампании на полуострове в годы американской гражданской войны. Это был первый рейд Стюарта, который принёс ему славу кавалерийского командира, и впоследствии он осуществил ещё два. Во время июньского рейда отряд Стюарта прошёл 150 миль, захватил в плен 165 солдат противника, уничтожил множество поездов и даже корабль. Июньский рейд Стюарта нельзя путать с аналогичным «Рейдом вокруг Макклелана» в октябре того же года.

## Предыстория
Во время кампании на Полуострове армии Севера и Юга находились в тесном контакте на ограниченной территории, что практически не позволяло использовать кавалерию, которую отвели в тыл. Вскоре после сражения при Севен-Пайнс генерал Стюарт поручил своему адъютанту Джону Мосби проверить, не возводит ли федеральный главнокомандующий Макклелан укреплений на реке Топотоми. Мосби не смог пробраться к реке Топотоми, но направился в другую сторону и обнаружил, что коммуникации между Потомакской армией и складами на реке Памункей охраняются только кавалерийскими пикетами. Он сразу доложил об этом Стюарту, который приказал изложить наблюдения в письменном виде и 10 июня передал это донесение генералу Ли. 11 июня генерал Ли обсудил эту операцию на военном совете и утвердил её. Операция представлялась как набег на коммуникации противника, дополнительной задачей являлась разведка с целью выяснить, насколько далеко тянется правый фланг армии противника. Ли готовил удар по армии противника, который предполагал атаку генерала Джексона на правый фланг. Таким образом, ему было важно знать, что находится на пути следования армии Джексона.
Для набега были выделены 1200 человек при двух орудиях. В набеге участвовал Руни Ли (сын генерала Ли) и Фицхью Ли, его племянник.

## Рейд
Отряд Стюарта выступил из Ричмонда 12 июня в 02:00 и двинулся на север, изображая марш на соединение с Джексоном. Цели похода держались в строгом секрете. Пройдя 20 миль, отряд встал лагерем около Тэйлорсвилля. Утром 13 июня отряд двинулся на Гановер-Кортхаус, который был занят пикетами 5-го кавалерийского полка регулярной армии США. В 11:00 отряд Стюарта был замечен пикетом лейтенанта Эдварда Лэйба, который не придал этому факту серьёзного значения. Южане атаковали и отбросили пикеты, после чего подошли два федеральных эскадрона капитана Ройала, но их сил оказалось недостаточно. Атаку конфедератов возглавлял 9-й вирджинский полк подполковника «Руни» Ли, сына генерала Ли. При чём атаку возглавил молодой капитан Латанэ, который погиб, ранив капитана Ройала. В итоге федералы были отброшены со своих позиций. Фицхью Ли захватил и разорил лагерь 5-го кавалерийского полка, в котором некогда сам служил.
Теперь, когда задание генерала Ли было выполнено и положение на правом фланге противника в целом выяснено, перед Стюартом возникла дилемма: возвращаться ли обратно или продолжить рейд. Он решил продолжать. Джон Мосби писал:
Я очень боялся, что Стюарт остановится на этом, потому что видел, что ему выпадает шанс совершить нечто, ранее не бывалое. Его решение продолжать рейд показывает, что он обладал поистине гениальными способностями военачальника.

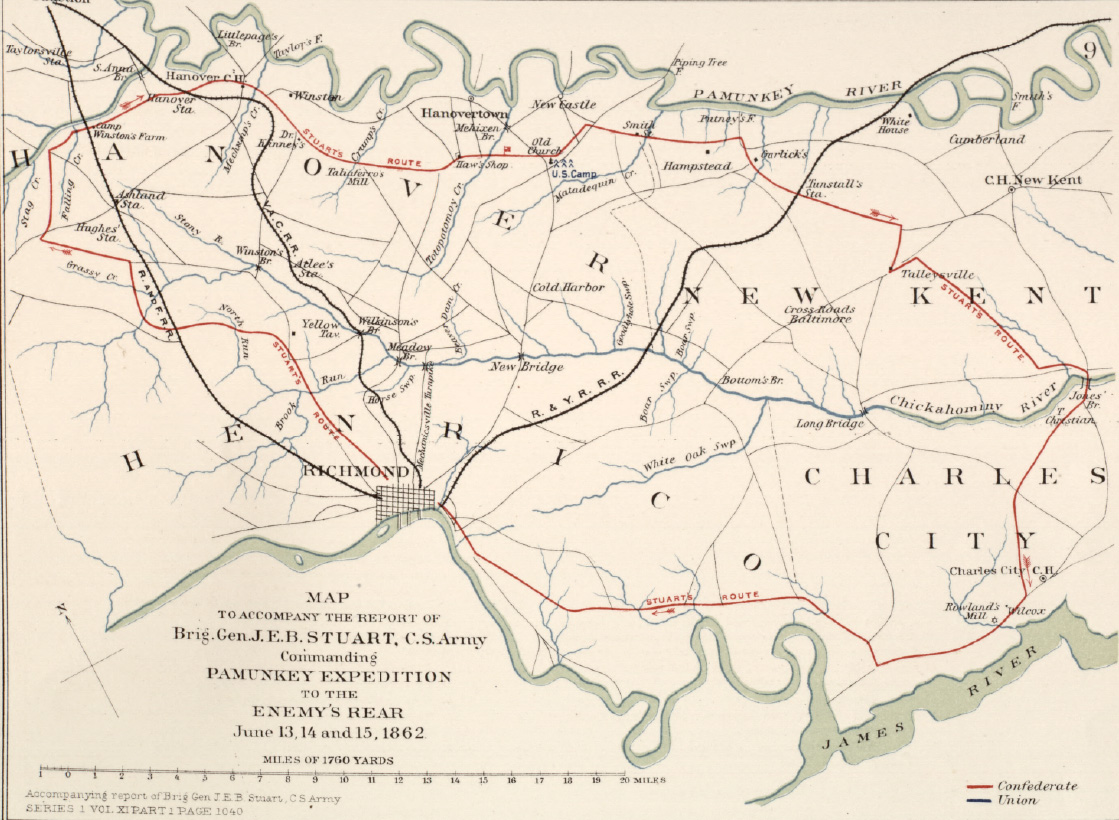
Маршрут рейда Стюарта

Отряд Стюарта двинулся дальше, к станции Тунсталл и пристани Гарлик. Они прошли недалеко от Уайт-Хауз, основной базы снабжения Потомакской армии, но Стюарт понимал, что у него недостаточно сил для нападения на эту базу.
Один эскадрон был послан к пристани Гарлик, где было сожжено множество вагонов, два корабля, и захвачено много пленных и лошадей. «Захват морского судна — это было нечто новое в тактике кавалерии», писал по этому поводу Мосби. Другой отряд был послан на станцию Тунсталл, где они повредили телеграфные провода и уничтожили склад. 15 или 20 человек, охранявшие склад, были захвачены без сопротивления. Уже ночью в лунном свете отряд пришёл к селению Таллейсвилль, где сделал остановку на три часа.
На рассвете 14 июня отряд вышел к реке Чикахомини у Фордж-Бридж. Перейти реку вброд оказалось невозможно и люди Стюарта соорудили временный мост. В час дня мост был завершён и отряд перешёл Чикахомини. В момент завершения постройки моста неподалёку показался отряд улан — они захватили в плен одного отставшего солдата, но ничего более серьёзного не предприняли.
Утром 15 июня отряд обошёл левый фланг армии МакКлелана и присоединился к основной армии.

## Последствия
В результате рейда было захвачено 165 человек пленными и 260 лошадей и мулов. Количество захваченного оружия подсчитать не удалось.
Мосби писал, что рейд по тылам занял 48 часов, и отряд находился в пяти-шести милях от штаба Макклелана, и за всё это время Макклелан не предпринял попытки перехватить их. «Макклелан был солдатом с большими организаторскими способностями и глубокими знаниями в искусстве войны — я имею в виду те случаи, где война ведётся по правилам. Но он был не готов к ситуациям, где надо решать и действовать немедленно, он столкнулся с ситуацией, не имеющей прецедента. Тут он был беспомощен.»
Один из федеральных офицеров писал, что набег произвёл сильное волнение в армии и поколебал уверенность Севера в Макклелане. Этот рейд стал первым рейдом в истории той войны, и впоследствии такие рейды будут играть всё более важную роль.